# Sarkadi járás
A Sarkadi járás Békés vármegyéhez tartozó járás Magyarországon, amely 2013-ban jött létre. Székhelye Sarkad. Területe 570,97 km², népessége 22 363 fő, népsűrűsége 39 fő/km² volt a 2012. évi adatok szerint. Egy város (Sarkad) és 10 község tartozik hozzá.

## Települései
| Település        | Rang (2013. július 15.) | Kistérség (2013. január 1.) | Népesség (2012. január 1.) | Terület (km²) |
| ---------------- | ----------------------- | --------------------------- | -------------------------- | ------------- |
| Sarkad           | járásszékhely város     | Sarkadi                     | 10 011                     | 125,57        |
| Biharugra        | község                  | Sarkadi                     | 839                        | 52,84         |
| Geszt            | község                  | Sarkadi                     | 754                        | 51,39         |
| Körösnagyharsány | község                  | Sarkadi                     | 550                        | 19,91         |
| Kötegyán         | község                  | Sarkadi                     | 1 752 286                  | 7 626         |
| Méhkerék         | község                  | Sarkadi                     | 2 033                      | 25,85         |
| Mezőgyán         | község                  | Sarkadi                     | 1 042                      | 59,87         |
| Okány            | község                  | Sarkadi                     | 2 547                      | 70,62         |
| Sarkadkeresztúr  | község                  | Sarkadi                     | 1 495                      | 35,3          |
| Újszalonta       | község                  | Sarkadi                     | 98                         | 20,83         |
| Zsadány          | község                  | Sarkadi                     | 1 639                      | 65,84         |

## Története
A Sarkadi járás a járások 1983-as megszüntetése előtt is létezett, 1966-ban szűnt meg.